# قرصو (شهرسبز)
قرصو هي بلدة في مقاطعة شهرسبز في ولاية قشقداريا في أوزبكستان.